# 9639 Scherer
9639 Scherer (1994 PS11) là một tiểu hành tinh vành đai chính được phát hiện ngày 10 tháng 8 năm 1994 bởi E. W. Elst ở La Silla.